# Ichthyophis garoensis
Ichthyophis garoensis é um anfíbio gimnofiono da família Ichthyophiidae descoberta em 1999 no Nordeste da Índia.
Vive subterranemente no substrato de florestas tropicais, perto de riacho e outras fontes de água.